# Station Piekoszów
Station Piekoszów is een spoorwegstation in de Poolse plaats Piekoszów.